# Kukenaam
Kukenaam (ang. Kukenaam Falls, hiszp. Salto Cuquenán) – wodospad sezonowy położony na rzece Cuquenán (dorzecze rzeki Orinoko), we wschodniej Wenezueli, w pobliżu granicy z Gujaną. Wysokość wynosi (według różnych źródeł) 674 m (według innych źródeł: 610 m), szerokość maksymalna 61 m.